# SIPRNet
SIPRNet (Secret, Secure Internet Protocol Router Network) je sistemski mrežni protokol korišten od američkog ministarstva obrane (Department of Defense) i Department of State za razmjenu povjerljivih informacija. 
Drugim riječima, SIPENet je sigurna verzija civilnog interneta koji koristi američka vlada, a u novije vrijeme i vojske drugih država također koriste sličan protokol.

## Vanjske poveznice
- DISA  Arhivirana inačica izvorne stranice od 23. srpnja 2011. (Wayback Machine)

Secret Internet Protocol Router Network (SIPRNET)  Arhivirana inačica izvorne stranice od 18. prosinca 2010. (Wayback Machine)